# Лебедянковский сельсовет
Лебедя́нковский сельсовет (бел. Лебядзянкаўскі сельсавет) — административно-территориальная единица Белыничского района Могилёвской области Республики Беларусь.

## Промышленность
Предприятия — ОАО Белыничский райагропромтехснаб"

## Торговля и бытовые услуги
Торговля — 6 магазинов, из которых 1 — частный.
Бытовые услуги — 1 комплексный приемный пункт по приему заказов на бытовые услуги.

## Образование, медицина, культура
Образование − 2 учебно-педагогических комплекса «Детский сад — средняя школа».
Медицина — 3 ФАПа.
Культура — 2 СДК, 1 СК, 2 библиотеки.

## Исторические места
Воинские захоронения — 17 мест.

## Состав
Включает 18 населённых пунктов:
- Антонова Буда — деревня;
- Барсуки — деревня;
- Борок — деревня;
- Возрождение — посёлок;
- Гарцев — деревня;
- Гута — деревня;
- Зорька — посёлок;
- Красная Зорька — посёлок;
- Красная Слобода — деревня;
- Красное — деревня;
- Лебедянка — деревня;
- Основной — посёлок;
- Прихабы — деревня;
- Рудня — деревня;
- Светиловичи — агрогородок;
- Снытки — деревня;
- Студенка — деревня;
- Чирвоны Сад — посёлок.

Упразднённые населённые пункты:
- Мезинец — деревня.